# ミヤマセンキュウ
ミヤマセンキュウ（深山川芎、学名：Conioselinum filicinum）は、セリ科ミヤマセンキュウ属の多年草。高山植物。

## 特徴
茎は中空で直立し、上部は分枝して、高さは40-80 cmになる。葉は2-3回3出羽状複葉になり、小葉や裂片は深く切れ込み、葉の先端は細まって尾状に伸びる。茎につく葉は互生し、葉柄の下部が鞘状に膨らむ。
花期は8-9月。茎頂か、分枝した先端に径6-10 cmの複散形花序をつける。花は径2 mmの白色の5弁花。小花序の下にある小総苞片は線形で10個内外あり、小花柄より長く目立つ。果実は長さ4-5 mmで広卵形になる。分果の隆条は翼状になり、油管は細く、表面側の各背溝下に1個、分果が接しあう合生面に2-4個ある。
種小名の filicinum は、「シダ状の」を意味し、葉がシダ植物の葉の切れ込みに似ていることによる。

## 分布と生育環境
日本では、北海道、本州中部地方以北に分布し、山地帯から亜高山帯の林縁や草原などに生育する。アジアでは千島に分布する。

## ギャラリー
- 小花序の下にある小総苞片が目立つ。
- 葉の先端は細まって尾状に伸びる。